# Listă de filme britanice din 1973
Aceasta este o listă de filme britanice din 1973:

## Lista
| Titlu                                 | Regizor                 | Distribuție                                                  | Gen                 | Note                                                               |
| ------------------------------------- | ----------------------- | ------------------------------------------------------------ | ------------------- | ------------------------------------------------------------------ |
| The 14                                | David Hemmings          | Jack Wild, June Brown                                        | Drama               | Won the Silver Bear at Berlin                                      |
| And Now the Screaming Starts!         | Roy Ward Baker          | Peter Cushing, Herbert Lom                                   | Horror              |                                                                    |
| The Asphyx                            | Peter Newbrook          | Robert Stephens, Robert Powell, Jane Lapotaire               | Horror              |                                                                    |
| Assassin                              | Peter Crane             | Ian Hendry, Edward Judd                                      | Drama               |                                                                    |
| Baxter!                               | Lionel Jeffries         | Patricia Neal, Britt Ekland                                  | Drama               |                                                                    |
| Bequest to the Nation                 | James Cellan Jones      | Glenda Jackson, Peter Finch                                  | Historical          |                                                                    |
| Big Zapper                            | Lindsay Shonteff        | Linda Marlowe                                                | Erotic thriller     | [ 1 ]                                                              |
| The Blockhouse                        | Clive Rees              | Peter Sellers, Charles Aznavour                              | World War II        | Entered into the 23rd Berlin International Film Festival           |
| Carry On Girls                        | Gerald Thomas           | Sid James, Barbara Windsor                                   | Comedy              |                                                                    |
| Charley One-Eye                       | Don Chaffey             | Richard Roundtree, Nigel Davenport                           | Western             | Co-production with US                                              |
| Commuter Husbands                     | Derek Ford              | Gabrielle Drake, Robin Bailey                                | Sex comedy          |                                                                    |
| The Creeping Flesh                    | Freddie Francis         | Christopher Lee, Peter Cushing                               | Horror              |                                                                    |
| Dark Places                           | Don Sharp               | Christopher Lee, Joan Collins                                | Thriller            |                                                                    |
| The Day of the Jackal                 | Fred Zinneman           | Edward Fox                                                   | Thriller            | Number 74 in the list of BFI Top 100 British films                 |
| Digby, the Biggest Dog in the World   | Joseph McGrath          | Jim Dale, Spike Milligan                                     | Family              |                                                                    |
| A Doll's House                        | Patrick Garland         | Claire Bloom, Anthony Hopkins                                | Drama               |                                                                    |
| A Doll's House                        | Joseph Losey            | Jane Fonda, Edward Fox                                       | Drama               |                                                                    |
| Don't Just Lie There, Say Something!  | Bob Kellett             | Brian Rix, Leslie Phillips, Joan Sims                        | Comedy              |                                                                    |
| Don't Look Now                        | Nicolas Roeg            | Julie Christie, Donald Sutherland                            | Horror thriller     | Number 8 in the list of BFI Top 100 British films                  |
| Embassy                               | Gordon Hessler          | Richard Roundtree, Chuck Connors                             | Thriller            |                                                                    |
| England Made Me                       | Peter Duffell           | Peter Finch, Michael York                                    | Drama               | Co-production with Yugoslavia                                      |
| Father, Dear Father                   | William G. Stewart      | Patrick Cargill, Natasha Pyne, Donald Sinden                 | Comedy              | Adapted from the TV series                                         |
| The Final Programme                   | Robert Fuest            | Jon Finch, Jenny Runacre                                     | Sci-fi thriller     |                                                                    |
| Gawain and the Green Knight           | Stephen Weeks           | Murray Head, Ciaran Madden, Nigel Green                      | Adventure           |                                                                    |
| Ghost in the Noonday Sun              | Peter Medak             | Peter Sellers, Spike Milligan                                | Comedy              |                                                                    |
| The Hireling                          | Alan Bridges            | Robert Shaw, Sarah Miles                                     | Drama               | Won the Grand Prix at the 1973 Cannes Film Festival                |
| Hitler: The Last Ten Days             | Ennio De Concini        | Alec Guinness, Simon Ward                                    | Historical          |                                                                    |
| Holiday on the Buses                  | Bryan Izzard            | Reg Varney, Bob Grant, Stephen Lewis                         | Comedy              | TV sitcom spin-off sequel                                          |
| The Homecoming                        | Peter Hall              | Cyril Cusack, Ian Holm                                       | Drama               | Adaptation of Pinter play                                          |
| Horror Hospital                       | Antony Balch            | Michael Gough, Robin Askwith                                 | Horror spoof        |                                                                    |
| The House in Nightmare Park           | Peter Sykes             | Frankie Howerd, Ray Milland                                  | Comedy/horror       |                                                                    |
| Keep It Up, Jack                      | Derek Ford              | Mark Jones, Sue Longhurst                                    | Sex comedy          |                                                                    |
| Lady Caroline Lamb                    | Robert Bolt             | Sarah Miles, Richard Chamberlain                             | Historical biopic   |                                                                    |
| The Legend of Hell House              | John Hough              | Pamela Franklin, Roddy McDowall                              | Supernatural horror |                                                                    |
| Live and Let Die                      | Guy Hamilton            | Roger Moore, Jane Seymour, Yaphet Kotto                      | Spy/action          | First performance of Roger Moore as James Bond                     |
| The Love Ban                          | Ralph Thomas            | Hywel Bennett, Nanette Newman                                | Comedy              |                                                                    |
| Luther                                | Guy Green               | Stacy Keach, Maurice Denham                                  | Biopic              |                                                                    |
| The Mackintosh Man                    | John Huston             | Paul Newman, Dominique Sanda                                 | Spy/thriller        |                                                                    |
| Man at the Top                        | Mike Vardy              | Kenneth Haigh, Nanette Newman                                | Drama               | TV series spin-off                                                 |
| The National Health                   | Jack Gold               | Lynn Redgrave, Colin Blakely, Eleanor Bron                   | Black comedy        |                                                                    |
| Never Mind the Quality Feel the Width | Ronnie Baxter           | John Bluthal, Joe Lynch, Yootha Joyce                        | Comedy              | TV sitcom spin-off                                                 |
| Night Watch                           | Brian G. Hutton         | Elizabeth Taylor, Laurence Harvey                            | Mystery/horror      |                                                                    |
| No Sex Please, We're British          | Cliff Owen              | Ronnie Corbett, Arthur Lowe                                  | Comedy              |                                                                    |
| Not Now, Darling                      | Ray Cooney, David Croft | Geraldine Gardner, Leslie Phillips                           | Comedy              |                                                                    |
| Nothing But The Night                 | Peter Sasdy             | Christopher Lee, Peter Cushing                               | Horror              |                                                                    |
| O Lucky Man!                          | Lindsay Anderson        | Malcolm McDowell, Ralph Richardson, Helen Mirren             | Comedy/drama        |                                                                    |
| Penny Gold                            | Jack Cardiff            | James Booth, Francesca Annis                                 | Thriller            |                                                                    |
| Scream... and Die!                    | José Ramón Larraz       | Andrea Allan, Karl Lanchbury                                 | Horror              | [ 2 ]                                                              |
| Secrets of a Door-to-Door Salesman    | Wolf Rilla              | Brendan Price, Karen Boyes                                   | Sex comedy          |                                                                    |
| Steptoe and Son Ride Again            | Peter Sykes             | Wilfrid Brambell, Harry H. Corbett                           | Comedy              | TV sitcom spin-off sequel                                          |
| Take Me High                          | David Askey             | Cliff Richard, Deborah Watling, Hugh Griffith                | Musical             |                                                                    |
| Tales That Witness Madness            | Freddie Francis         | Jack Hawkins, Donald Pleasence                               | Comedy/horror       |                                                                    |
| That'll Be The Day                    | Claude Whatham          | David Essex, Ringo Starr                                     | Drama               |                                                                    |
| Theatre of Blood                      | Douglas Hickox          | Vincent Price, Diana Rigg, Ian Hendry                        | Comedy/horror       |                                                                    |
| The Three Musketeers                  | Richard Lester          | Oliver Reed, Richard Chamberlain, Frank Finlay, Michael York | Adventure           |                                                                    |
| Tiffany Jones                         | Pete Walker             | Anouska Hempel, Ray Brooks                                   | Sex comedy          |                                                                    |
| A Touch of Class                      | Melvin Frank            | George Segal, Glenda Jackson                                 | Comedy              |                                                                    |
| Voices                                | Kevin Billington        | David Hemmings, Gayle Hunnicutt                              | Thriller/horror     |                                                                    |
| White Cargo                           | Ray Selfe               | David Jason, Hugh Lloyd                                      | Comedy              |                                                                    |
| Who?                                  | Jack Gold               | Elliott Gould, Trevor Howard                                 | Thriller            |                                                                    |
| The Wicker Man                        | Robin Hardy             | Edward Woodward, Christopher Lee, Diane Cilento              | Horror              | Number 96 in the list of BFI Top 100 British films; remade in 2006 |